# Bob Frankston

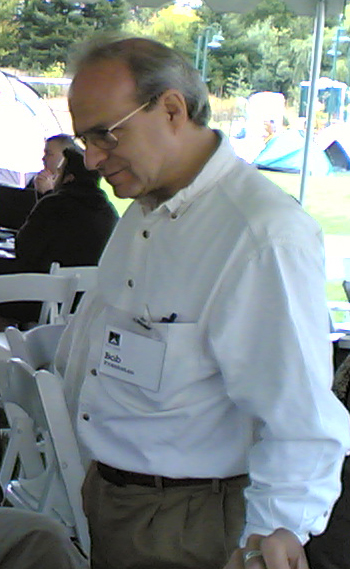
Bob Frankston

Bob Frankston (ur. 1949 w Nowym Jorku) - informatyk amerykański, współtwórca, razem Danem Bricklinem, arkusza kalkulacyjnego VisiCalc.  
W 1966 ukończył Stuyvesant High School w Nowym Jorku, w 1976 otrzymał stopień inżyniera w MIT. Uczestniczył w Project MAC, w latach 1979–1985 współtworzył Software Arts, firmę produkującą VisiCalc. W latach 1985–1990 pracował w Lotus Development Corporation, gdzie tworzył Lotus Express. W okresie 1990–1992 pracował w Slate Corporation nad systemami mobilnymi, w latach 1993–1998 był zatrudniony w Microsofcie, gdzie zajmował się m.in. sieciami domowymi.
Jest członkiem Association for Computing Machinery i Computer History Museum, laureatem kilku wyróżnień branżowych.